# Crown of Creation (banda alemana)
Crown of Creation es un grupo de música alemán de synth pop. Han desarrollado un estilo de música propio: música pop con una gran influencia de música trance.

## Historia
La banda fue fundada en el año 1985 y para su nombre se tomó el del álbum de Jefferson Airplane "Crown of Creation".
Comenzaron su andadura en Großmoor (comunidad de Adelheidsdorf) y se trasladaron a Hannover en 1987. Después de muchos cambios en su formación y varias grabaciones, la banda entra en el estudio de Rick J. Jordan (Scooter) en 1993 con Nicole Sukar y con el apoyo del productor musical Herman Frank (Accept), realizan su CD de debut "Real Life". Tras su publicación en 1994 el guitarrista de la banda sería Olaf Oppermann.
En los años 1994 y 1995 realizaron una gira por Seine-et-Marne, cerca de París. En 1998 se produjo la disolución del grupo. En 2009, once años después se volvieron a reunir, esta vez con la voz de Anne Crönert.
En 2010, el Maxi-CD "Darkness in your Life" fue producido y en colaboración con Dance Factory de Lachendorf realizaron una producción de video. Del 8 al 11 de mayo y durande varias semanas realizaron una serie con la historia de Crown of Creation en el e "Wathlinger Bote" y en el "Wathlinger Echo". En el que presentaron los hechos y noticias de los últimos 25 años, año a año.
Para la Navidad de 2010, la banda ofreció a su ciudad natal de Hannover, la canción "At Christmas Time".
Los niños del coro de la escuela primaria de Adelheidsdorf fueron con la banda en agosto de 2011 a un estudio en Hannover, a cantar el estribillo de "Child’s Eyes" y tres pasajes en alemán. En 2012 Crown of Creation contribuyó con una nueva e inédita canción en el álbum recopilatorio "Made in Ce(lle)" a favor de la labor en el Hospicio de Niños e incluso colaboraron en la dirección de la producción y comercialización del sampler.
En 2013, lanzan el Maxi-CD "With the Rhythm in my Mind". Para la ocasión, la productora de video emovion produjo el vídeo del tema principal y de "Child’s Eyes".

## Miembros del grupo
- Matze / Matthias Blazek (sintetizador)
- Thomas / Thomas Czacharowski (sintetizador)

## Antiguos miembros
- Michaela Rutsch (voz – 1986)
- Bobby / Anja Wieneke (voz – a 1987)
- Sabine Mertens (voz 1987–1988 y 1990)
- Mussi / Mustafa Akkuzu (guitarra 1987–1988)
- Frank Pokrandt (voz 1988)
- Claudia Rohde (voz 1988–1989)
- Andreas Harms (guitarra 1988–1989)
- Thomas Richter (bajo 1988–1989)
- Dirk Schmalz (guitarra 1989)
- Angela Thies (voz 1990)
- Martin Zwiener (sintetizador 1992)
- Nicole Sukar (voz 1992–1994)
- Nicole Knauer (voz 1993–1998)
- Oppi / Olaf Oppermann (guitarra 1994–2010)
- Anne Crönert (voz 2009–2013)
- Adrian Lesch (sintetizador 1994–2015)

## Discografía oficial
- 1994: Real Life (ContraPunkt)
- 1998: Crown of Creation meets Friends (auto-distribución)
- 2001: Paulinchen (contiene Memory)
- 2003: Berenstark 10 (contiene When Time is lost)
- 2004: Berenstark 11 (contiene Friends)
- 2010: Abstürzende Brieftauben – TANZEN (contiene When Time is lost)
- 2010: Maxi-CD Darkness in your Life
- 2011: W.I.R. präsentiert: Celle's Greatest (contiene Regrets)
- 2012: Celle's Integrationsprojekt präsentiert: Made in Ce (con Run away y la inédita aún Vampires in the Moonlight), sampler para el Hospicio de Niños en distrito de Celle
- 2013: Maxi-CD With the Rhythm in my Mind
- 2015: Best of Crown of Creation – 30 Jahre Bandgeschichte 1985–2015
- 2019: Maxi-CD Tebe pojem
- 2024: Maxi-CD Everlasting Love